# Aligot de Hawaii
L'aligot de Hawaii, també anomenat 'io, en hawaià, (Buteo solitarius) és una espècie d'ocell de la família dels accipítrids (Accipitridae). Habita boscos poc densos de les illes orientals de les illes Hawaii, a Hawaii i en petit nombre a Kauai, Oahu i Maui. El seu estat de conservació es considera gairebé amenaçat.